# Očihov
Očihov är en ort i Tjeckien.   Den ligger i regionen Ústí nad Labem, i den västra delen av landet, 70 km väster om huvudstaden Prag. Očihov ligger 293 meter över havet och antalet invånare är 315.
Terrängen runt Očihov är huvudsakligen lite kuperad. Očihov ligger nere i en dal. Runt Očihov är det ganska glesbefolkat, med 36 invånare per kvadratkilometer. Närmaste större samhälle är Žatec, 15,5 km norr om Očihov. Trakten runt Očihov består till största delen av jordbruksmark.